# Монте-Пердидо
Мо́нте-Перди́до (исп. Monte Perdido или Мон-Пердю́ (фр. Mont Perdu, оба названия означают «потерянная гора») — третья по высоте горная вершина в Пиренеях (после пика Ането и Посетса), находится на севере испанской провинции Уэска близ границы с французским департаментом Пиренеи Верхние. Высота 3355 м, рядом расположены вершины Сирк-де-Гаварни (Cirque de Gavarnie) и Сирк-д-Эстобе (Cirque d’Estaubé). Гора входит в состав национального парка Ордеса-и-Монте-Пердидо, расположенного в западных Пиренеях. На западном склоне горы берёт начало река Синка, относящаяся к бассейну реки Эбро.
Эта известняковая гора была в 1997 году внесена в список Всемирного наследия ЮНЕСКО в составе объекта площадью 30,6 тыс. га, также включающего два глубочайших в Европе каньона (на испанской стороне) и три крупных ледниковых цирка (во Франции). Пасторальные ландшафты района (селения, поля и фермы, горные пастбища и дороги) иллюстрируют сельскохозяйственный уклад, ранее весьма типичный для горных районов Европы.
Заход на гору проще с испанской стороны. Тропа начинается от населённого пункта Торла, идёт по долине Ордеса и перед штурмом вершины поднимается по Сирк-де-Соасо. Зимой для подъёма необходимы ледоруб и альпинистские кошки. Дата первого покорения до конца не ясна, первый задокументированный подъём на вершину состоялся 6 августа 1802 года французскими альпинистами.
На климатические условия региона оказывают влияние океан с севера и предсредиземноморский климат с юга. Среднегодовая температура составляет 5 °C, средняя температура февраля — −5 °C, июля — 12 °C. Среднегодовое количество осадков — 1600 мм. Флора района состоит из более чем 1500 видов, 50 из которых эндемичны для Пиренеев. Среди представителей фауны — альпийский сурок, горностай, европейская косуля, пиренейская серна, вымирающий пиренейский козёл, пиренейская выхухоль. Много птиц: бородач, ястребиный орёл, тундряная куропатка, рябчик, глухарь, альпийская галка, черноголовая гаичка, обыкновенная пищуха, стенолаз, обыкновенная каменка, горихвостка-чернушка, альпийская завирушка, горный конёк и снежный вьюрок. В высотных районах водится ящерица Archaeolacerta bonnali.
Французский учёный Луи Рамонд де Карбонньер отзывался о Мон-Пердю как о «самой прекрасной известняковой вершине Европы».